# 天野友二朗
天野 友二朗（あまの ともじろう、1990年9月14日 - ）は、日本の動画プロデューサー・クリエイター。兵庫県出身。

## 経歴
- 現在は動画プロデューサー・クリエイターとして様々な動画チャンネルのプロデュースに携わり、自身の動画チャンネルも手掛けている。
- 大学院在学中、医学系の基礎研究に従事し、分子生物学を学ぶ。その傍ら、自主製作映画から映像キャリアをスタート。初期作品では医療機関で勤務しながら休日で自主製作映画を手掛ける。
- 2019年12月より、ABCライツビジネス(現ABCフロンティア)出資による初の商業映画『幸福な囚人』がシネマート新宿・心斎橋他全国公開[1]。
- 以降、大人気カップルYouTuberヴァンゆんチャンネルのショートドラマの現場等を経験。総合格闘家 矢地祐介やR1ぐらんぷり2009王者 中山功太らが出演する40分の中編YouTube映画『復讐代行人』を監督。
- その後、医療業界から映像・動画領域へ転身。
- 2023年、4年ぶりの新作映画となる『わたしの魔境』を公開。オウム真理教事件を元に、「もし今、オウム真理教に類似したカルトがあったら？」というテーマで、舞台を現代に起き変え、ごく普通のOLがカルトに洗脳され、犯罪に加担する様を描く。フィクションに加え、実際のオウム死刑囚 新實智光の妻への取材や、オウム後継団体への取材映像を交える。元NMB48一期生の近藤里奈の映画初主演作であり、津田寛治ら実力派俳優も出演している事で話題になる[要出典]。
- 『わたしの魔境』は、題材的に商業作品として製作出来ないため、監督が会社員として動画広告を製作する傍ら、約2年間を使って休日と業務後の時間を使って自主製作映画として撮影が行われた。

## 受賞歴

### THIS MAN
- ファンタジア国際映画祭2024 入選

### わたしの魔境
- サンフランシスコインディペンデント映画祭2023 入選
- ヒューストン国際映画祭 2023入選
- マドリード国際映画祭2023 外国語映画部門編集賞 入選
- ニース国際映画祭 2023入選
- サンタモニカ国際映画祭 2022 オフィシャルセレクション入選
- ロサンゼルスアジアンフィルムアワード2022 オフィシャルセレクション入選
- ムンバイボリウッド国際映画祭2022 最優秀長編映画賞受賞
- タゴール国際映画祭2022 優秀賞受賞
- ORION国際映画祭2023 ファイナリスト部門入選
- 沖縄NICE映画祭2023 入選